# Comparação entre beisebol e softbol
Ambos os esportes são muito parecidos, sendo as regras praticamente as mesmas. Em alguns casos, as regras são modificadas para atender ao grupo que está jogando; por exemplo, no softebol slow-pitch algumas ligas adicionam um outfielder extra ou colocam regras contra roubar. As principais diferenças entre o Softebol e o Beisebol são as dimensões da bola (maiores no Softebol), as dimensões do campo (menor do que o de Beisebol) e o tempo de jogo (que é de sete entradas no Softebol, em vez de nove). Além disso, o lançamento no Softebol é completamente diferente, tem de ser feito por baixo, junto à anca. Outras regras menos expressivas como o roubo de bases e a mecânica das substituições de jogadores também diferencia estas modalidades. Basicamente, os esportes apresentam algumas variações em alguns gestos técnicos, equipamentos e tamanho do campo, mas na sua orgânica fundamental de modo de jogar os dois desportos são extremamente semelhantes. Em termos de alta competição o Softebol é majoritariamente praticado por equipes femininas.
No Brasil, existe apenas uma entidade que rege ambos os esportes: Confederação Brasileira de Beisebol e Softbol

## História
| Beisebol | Softbol |
| --- | --- |
| - Originado, segundo historiadores, de antigos jogos com bola e taco que foram evoluindo com o tempo. - A invenção "oficial" do beisebol se deu em 1839, em Cooperstown, Nova Iorque (EUA), pelas mãos de um cadete da escola militar de West Point. - Nas Olimpíadas, o beisebol apareceu pela primeira vez em 1904, sendo incluído como modalidade (masculino) só em 1992. - Se despediu dos Jogos Olímpicos em Pequim-2008. | - O softbol (inicialmente chamado de mushball, kittenball, diamondball e pumpkinball) é considerado uma versão "light" do beisebol. A ideia surgiu em 1887, também nos Estados Unidos, quando o jornalista George Hancock propôs um esporte ao estilo do beisebol, mas que pudesse ser jogado em quadras fechadas. Como para ser jogado em estádios cobertos, ele precisava ser mais leve, acabou sendo adotado pelas mulheres e depois considerado um esporte feminino. - O softbol estreou no programa oficial Olímpico em 1996, ficando estabelecido que seria disputado por mulheres, enquanto o beisebol permaneceria reservado aos homens. Em Pequim-2008, porém, as duas modalidades se despediram dos Jogos Olímpicos. |

Fonte: Bolsa de Mulher

## Equipamento

### Bolas
| Beisebol | Softbol |
| --- | --- |
| - As bolas de beisebol tem entre 22,86 cm e 23,49 cm de circunferência e pesam de 141,74g a 148,82g. - Bolas brancas | - As bolas de softbol tem entre 30,2 cm e 30,8 cm de circunferência e pesam de 178,0g e 194,8g. - Menos densas que as beisebol. - Bolas podem ser brancas ou amarelo néon. |

### Bastão
| Beisebol                                                      | Softbol                                                           |
| ------------------------------------------------------------- | ----------------------------------------------------------------- |
| - Os bastões de beisebol tem no máximo 1 metro de comprimento | - Os bastões de softbol não podem ser maiores que 80 centímetros. |

## Regras

### Duração do Jogo
| Beisebol                                                                                          | Softbol |
| ------------------------------------------------------------------------------------------------- | --- |
| - Um jogo de beisebol tem 9 períodos. - Período extra em caso de empate no fim do último período. | - Um jogo de softbol tem 7 períodos. - Período extra em caso de empate no fim do último período. - Os jogos de softbol muitas vezes são decididos por um "desempate internacional". Neste modelo a última pessoa que saiu do período anterior (geralmente o último batedor) é colocada na segunda base para iniciar o turno. As regras variam de campeonato para campeonato, mas este modelo tem sido largamente adotado pelas comunidades de softbol. |

### Campo
| Beisebol | Softbol |
| --- | --- |
| - O campo de beisebol deve ter 68,58 m de raio. - No beisebol a distância entre bases é de 27,43 metros. - Base única. - A distância da grade varia de campo para campo. Mas a grade não é um requisito para o esporte. | - O campo de softbol deve ter 60,96 m de raio. - No Softbol a distância entre bases é de 14,2 metros. - As bases do softbol são duplas: uma para a jogadora de defesa, outra para a jogadora de ataque. Desta forma, evita-se o choque entre as atletas, tão comum no beisebol. Para facilitar a diferenciação, a base que precisa ser conquistada pela corredora é de cor alaranjada; a que precisa ser tocada pela jogadora de defesa é branca. - A distância da grade varia de campo para campo. Mas a grade não é um requisito para o esporte. |

### Distância do arremesso
| Beisebol                                                                                  | Softbol |
| ----------------------------------------------------------------------------------------- | --- |
| - A “elevação” no beisebol tem 18 metros e 15 cm do home plate. - A “elevação” é elevada. | - A “elevação” do softbol é de 13 a 13 metros do home plate (dependendo se é escolar, universitário ou profissional). - A “elevação” não é elevada. |

### Estilo de arremesso
| Beisebol | Softbol |
| --- | --- |
| - O arremesso no beisebol é por cima da mão. - Os lançadores podem utilizar o mesmo arremesso para a maior parte dos casos. | - O arremesso no softbol é por baixo, ou chamado de "cata-vento". Na técnica cata-vento o arremessador deve começar com os dois pés sobre a borracha, e evitar saltar e/ou pular quando arremessa. O arremesso começa e termina no quadril. Um arremesso ilegal no softbol, onde o jogador pula, é chamado de "crow hop". - Os lançadores podem utilizar o mesmo arremesso para a maior parte dos casos. - Uma bola “knuckle” pode ser um pouco mais desafiadora para alcançar para o arremessador de softbol devido ao tamanho relativo da bola, mas isso pode ser feito. - Um arremessador de softbol tem a opção de atirar uma bola verticalmente com base no movimento do arremesso. Esta altura não é possível no beisebol. |

### Atingido por um arremesso
| Beisebol | Softbol |
| --- | --- |
| - No beisebol, um jogador ganha a primeira base a menos que ele/ela rebata ou não tente desviar do arremesso. - Esta regra tem uma certa ambiguidade e é amplamente baseada na interpretação individual do árbitro da "intenção" do rebatedor. | - No softbol, um jogador ganha a primeira base a menos que ele/ela se mova ou desvie intencionalmente para ser atingido. - Esta regra tem uma certa ambiguidade e é amplamente baseada na interpretação individual do árbitro da "intenção" do rebatedor. |

### Roubo de base
| Beisebol                                                                                     | Softbol |
| -------------------------------------------------------------------------------------------- | --- |
| - No beisebol, você pode roubar a base a qualquer momento em que o jogo esteja em andamento. | - No softbol você só pode roubar a base quando a bola deixa a mão do arremessador e ela estiver em movimento. Se o arremessador está no "círculo de pitching", o corredor não pode se mover a não ser que o arremessador "finja", ou faça um movimento que possa ser interpretado como "fazendo uma jogada". O que define um "movimento" fica a critério do árbitro. Depois que um "movimento" é feito, o corredor pode tentar avançar, já que a bola é considerada "em movimento". |

### Conduzindo
| Beisebol | Softbol |
| --- | --- |
| - No beisebol, os corredores estão autorizados a conduzir em qualquer base. Isto significa que o corredor não tem que tocar a base enquanto o arremessador tem a bola. Após arremesso, no entanto, o corredor de beisebol deve retornar para a base para tocá-la. | - No softbol, o corredor deve tocar a base até a bola deixar a mão do arremessador. Se ela deixa a base mais cedo, ela está fora. |